# Kim Kyong-hun
Kim Kyong-hun (kor. 김경훈; ur. 15 lipca 1975 w Haenam) – południowokoreański zawodnik taekwondo, mistrz olimpijski z Sydney (2000), dwukrotny medalista mistrzostw świata.
W 2000 roku wystąpił na igrzyskach olimpijskich w Sydney. W kategorii powyżej 80 kg zdobył złoty medal i tytuł mistrza olimpijskiego (w pojedynku finałowym pokonał Daniela Trentona). 
W 1997 i 2001 roku zdobył brązowe medale mistrzostw świata w kategoriach do 76 i 84 kg, w 1996 roku złoty medal mistrzostw Azji w kategorii wagowej do 76 kg, a w 2002 roku złoty medal igrzysk azjatyckich w kategorii do 84 kg.